# Official Albums Chart
L'Official Albums Chart (precedentemente nota come UK Albums Chart) è una classifica musicale stilata dalla Official Charts Company (OCC) a nome dell'industria di registrazione britannica. È il corrispettivo per album della Official Singles Chart.
I requisiti per poter entrare nella classifica sono:
- Contenere almeno tre tracce
- Avere una durata superiore a 20 minuti
- Avere un prezzo di vendita non inferiore a 3,75 sterline

Nell'ultimo caso il disco (eccezion fatta per gli album di musica classica) è considerato un "budget album", ed è classificato nell'omonima classifica (Official Budget Albums Chart) o nella Official Albums Chart.